# Хејзел (Јужна Дакота)
Хејзел (енгл. Hazel) град је у америчкој савезној држави Јужна Дакота.

## Демографија
По попису из 2010. године број становника је 91, што је 14 (-13,3%) становника мање него 2000. године.
| Група             | 2000.       | 2010.      |
| Белци             | 102 (97,1%) | 89 (97,8%) |
| Афроамериканци    | 0 (0,0%)    | 0 (0,0%)   |
| Азијати           | 0 (0,0%)    | 0 (0,0%)   |
| Хиспаноамериканци | 1 (1,0%)    | 0 (0,0%)   |
| Укупно            | 105         | 91         |